# Großsteingrab Bobzin
Das Großsteingrab Bobzin war eine megalithische Grabanlage der jungsteinzeitlichen Trichterbecherkultur bei Bobzin, einem Ortsteil von Lübz im Landkreis Ludwigslust-Parchim (Mecklenburg-Vorpommern). Es wurde im 19. Jahrhundert zerstört. Sein genauer Standort ist nicht überliefert. Auch über Ausrichtung, Maße und Grabtyp liegen keine näheren Informationen vor. Robert Beltz erwähnt lediglich eine Steinkammer. Es kann sich somit um einen Dolmen oder ein Ganggrab gehandelt haben.